# Пабло Куевас
Пабло Габријел Куевас (шп. Pablo Gabriel Cuevas Urroz; рођен 1. јануара 1986. у Конкордији, Аргентина) је уругвајски тенисер. Најбољи пласман на АТП листи у синглу му је 19. место (август 2016), а у дублу 14. место (април 2009).
У конкуренцији парова има девет освојених турнира из седамнаест финала. Као највећи успех на Гренд слем турнирима издваја се титула у мушком дублу на Ролан Гаросу 2008. године у пару са Луисом Орном. Куевас је 2015. тријумфовао и на турниру Мастерс 1000 серије у Риму са дубл партнером Давидом Марером. Другу титулу ове категорије освојио је 2017. у Монте Карлу са Индијцем Бопаном.
У појединачној конкуренцији успео је да освоји шест турнира од којих се највише истиче онај у Рију 2016. У полуфиналу је био бољи од Шпанца Рафаела Надала, а у финалу од Аргентинца Пеље у три сета. То је уједно његова прва титула на неком турниру серије 500.
Куевас је познат и као једини троструки узастопни победник турнира у Сао Паулу (2015, 2016, 2017).

## Гренд слем финала

### Парови: 1 (1:0)
| Исход    | Бр. | Година | Турнир      | Подлога | Партнер   | Противници                   | Резултат |
| -------- | --- | ------ | ----------- | ------- | --------- | ---------------------------- | -------- |
| Победник | 1.  | 2008.  | Ролан Гарос | Шљака   | Луис Орна | Данијел Нестор Ненад Зимоњић | 6:2, 6:3 |

## Финала АТП мастерс 1000 серије

### Парови: 2 (2:0)
| Исход    | Бр. | Година | Турнир      | Подлога | Партнер      | Противници                  | Резултат         |
| -------- | --- | ------ | ----------- | ------- | ------------ | --------------------------- | ---------------- |
| Победник | 1.  | 2015.  | Рим         | Шљака   | Давид Мареро | Марсел Гранољерс Марк Лопез | 6:4, 7:5         |
| Победник | 2.  | 2017.  | Монте Карло | Шљака   | Рохан Бопана | Фелисијано Лопез Марк Лопез | 6:3, 3:6, [10:4] |

## АТП финала

### Појединачно: 10 (6:4)
| Легенда                        |
| ------------------------------ |
| Гренд слем турнири (0:0)       |
| Завршно првенство сезоне (0:0) |
| АТП мастерс 1000 (0:0)         |
| АТП 500 (1:1)                  |
| АТП 250 (5:3)                  |

| Финала по подлози |
| ----------------- |
| Тврда (0:0)       |
| Шљака (6:3)       |
| Трава (0:1)       |

| Финала по локацији |
| ------------------ |
| Отворено (5:4)     |
| Дворана (1:0)      |

| Исход     | Бр. | Датум             | Турнир                 | Подлога   | Противник         | Резултат           |
| --------- | --- | ----------------- | ---------------------- | --------- | ----------------- | ------------------ |
| Победник  | 1.  | 13. јул 2014.     | Бостад, Шведска        | Шљака     | Жоао Соуза        | 6:2, 6:1           |
| Победник  | 2.  | 27. јул 2014.     | Умаг, Хрватска         | Шљака     | Томи Робредо      | 6:3, 6:4           |
| Победник  | 3.  | 15. фебруар 2015. | Сао Пауло, Бразил      | Шљака (д) | Лука Вани         | 6:4, 3:6, 7:6(7:4) |
| Финалиста | 1.  | 3. мај 2015.      | Истанбул, Турска       | Шљака     | Роџер Федерер     | 3:6, 6:7(11:13)    |
| Победник  | 4.  | 21. фебруар 2016. | Рио, Бразил            | Шљака     | Гидо Пеља         | 6:4, 6:7(5:7), 6:4 |
| Победник  | 5.  | 28. фебруар 2016. | Сао Пауло, Бразил (2)  | Шљака     | Пабло К. Буста    | 7:6(7:4), 6:3      |
| Финалиста | 2.  | 25. јун 2016.     | Нотингем, В. Британија | Трава     | Стив Џонсон       | 6:7(5:7), 5:7      |
| Финалиста | 3.  | 17. јул 2016.     | Хамбург, Немачка       | Шљака     | Мартин Клижан     | 1:6, 4:6           |
| Победник  | 6.  | 5–6. март 2017.   | Сао Пауло, Бразил (3)  | Шљака     | Алберт Р. Вињолас | 6:7(3:7), 6:4, 6:4 |
| Финалиста | 4.  | 5. мај 2019.      | Каскаис, Португал      | Шљака     | Стефанос Циципас  | 3:6, 6:7(4:7)      |

### Парови: 17 (9:8)
| Легенда                        |
| ------------------------------ |
| Гренд слем турнири (1:0)       |
| Завршно првенство сезоне (0:0) |
| АТП мастерс 1000 (2:0)         |
| АТП 500 (2:2)                  |
| АТП 250 (4:6)                  |

| Финала по подлози |
| ----------------- |
| Тврда (2:1)       |
| Шљака (7:6)       |
| Трава (0:1)       |

| Финала по локацији |
| ------------------ |
| Отворено (7:7)     |
| Дворана (2:1)      |

| Исход     | Бр. | Датум               | Турнир                     | Подлога   | Партнер            | Противници                               | Резултат                   |
| --------- | --- | ------------------- | -------------------------- | --------- | ------------------ | ---------------------------------------- | -------------------------- |
| Финалиста | 1.  | 20. април 2008.     | Хјустон, САД               | Шљака     | Марсел Гранољерс   | Ернестс Гулбис Рајнер Шитлер             | 5:7, 6:7(3:7)              |
| Победник  | 1.  | 7. јун 2008.        | Ролан Гарос, Француска     | Шљака     | Луис Орна          | Данијел Нестор Ненад Зимоњић             | 6:2, 6:3                   |
| Победник  | 2.  | 8. фебруар 2009.    | Виња дел Мар, Чиле         | Шљака     | Брајан Дабул       | Франтишек Чермак Михал Мертинак          | 6:3, 6:3                   |
| Победник  | 3.  | 25. октобар 2009.   | Москва, Русија             | Тврда (д) | Марсел Гранољерс   | Франтишек Чермак Михал Мертинак          | 4:6, 7:5, [10:8]           |
| Победник  | 4.  | 14. фебруар 2010.   | Коста до Саипе, Бразил     | Шљака     | Марсел Гранољерс   | Лукаш Кубот Оливер Марах                 | 7:5, 6:4                   |
| Финалиста | 2.  | 9. мај 2010.        | Есторил, Португал          | Шљака     | Марсел Гранољерс   | Марк Лопез Давид Мареро                  | 7:6(7:1), 4:6, [4:10]      |
| Финалиста | 3.  | 29. септембар 2013. | Куала Лумпур, Малезија     | Тврда (д) | Орасио Зебаљос     | Ерик Буторак Равен Класен                | 2:6, 4:6                   |
| Финалиста | 4.  | 16. фебруар 2014.   | Буенос Ајрес, Аргентина    | Шљака     | Орасио Зебаљос     | Марсел Гранољерс Марк Лопез              | 5:7, 4:6                   |
| Финалиста | 5.  | 4. мај 2014.        | Оеирас, Португал (2)       | Шљака     | Давид Мареро       | Сантијаго Гонзалез Скот Липски           | 3:6, 6:3, [8:10]           |
| Победник  | 5.  | 17. мај 2015.       | Рим, Италија               | Шљака     | Давид Мареро       | Марсел Гранољерс Марк Лопез              | 6:4, 7:5                   |
| Финалиста | 6.  | 27. јун 2015.       | Нотингем, Велика Британија | Трава     | Давид Мареро       | Крис Гучиони Андре Са                    | 2:6, 5:7                   |
| Финалиста | 7.  | 24. април 2016.     | Барселона, Шпанија         | Шљака     | Марсел Гранољерс   | Боб Брајан Мајк Брајан                   | 5:7, 5:7                   |
| Победник  | 6.  | 26. фебруар 2017.   | Рио, Бразил                | Шљака     | Пабло Карењо Буста | Хуан Себастијан Кабал Роберт Фара        | 6:4, 5:7, [10:8]           |
| Победник  | 7.  | 23. април 2017.     | Монте Карло, Монако        | Шљака     | Рохан Бопана       | Фелисијано Лопез Марк Лопез              | 6:3, 3:6, [10:4]           |
| Финалиста | 8.  | 30. јул 2017.       | Хамбург, Немачка           | Шљака     | Марк Лопез         | Иван Додиг Мате Павић                    | 3:6, 4:6                   |
| Победник  | 8.  | 5. август 2017.     | Кицбил, Аустрија           | Шљака     | Гиљермо Дуран      | Ханс Подлипник-Кастиљо Андреј Василевски | 6:4, 4:6, [12:10]          |
| Победник  | 9.  | 29. октобар 2017.   | Беч, Аустрија              | Тврда (д) | Рохан Бопана       | Марсело Демолинер Сем Квери              | 7:6(9:7), 6:7(4:7), [11:9] |